# Cliff Branch
Clifford Branch Jr. (Houston, 1º agosto 1948 – Bullhead City, 3 agosto 2019) è stato un giocatore di football americano statunitense che ha militato nel ruolo di wide receiver nella National Football League (NFL). Nel 2022 è stato introdotto nella Pro Football Hall of Fame.

## Carriera
Branch fu scelto nel corso del quarto giro del Draft NFL 1972 come 98º assoluto dagli Oakland Raiders. Trascorse tutti i suoi 14 anni di carriera nella NFL con gli Oakland/Los Angeles Raiders, vincendo tre campionati nel Super Bowl XI, nel Super Bowl XV e nel Super Bowl XVIII.
Branch ebbe un inizio lento di carriera: nella sua prima stagione nel 1972 partì una sola volta come titolare, ricevendo in tutto l'anno tre passaggi per 41 yard. Il 1973 fu leggermente migliore, ricevendo 19 passaggi per 290 yard e 3 touchdown. Nella gara del 14 ottobre contro i San Diego Chargers segnò il suo primo touchdown su un passaggio di Ken Stabler nella vittoria per 27-17. Fece un deciso salto di qualità nella sua terza stagione ricevendo 60 passaggi per 13 touchdown e 1.092 yard, venendo convocato per il Pro Bowl e inserito nel First-team All-Pro, dopo avere guidato la lega in yard, touchdown e yard ricevute a partita. Nei playoff disputò la sua miglior partita nella finale della AFC, dove ricevette 9 passaggi per 186 yard e un touchdown, ma i Raiders persero contro i Pittsburgh Steelers 24-13.
Branch ebbe quattro anni di primo livello risultanti in altrettante convocazioni per il Pro Bowl e tre inserimenti nella formazione ideale della stagione All-Pro. Nel 1976 ebbe un massimo in carriera di 1.111 yard ricevute, oltre a 12 touchdown su 46 ricezioni. Quell'anno i Raiders vinsero il loro primo titolo. Nella sua ultima stagione in campo con i Raiders nel 1985, la sua annata si concluse prematuramente in lista infortunati. Nel 1986 finì ancora in lista infortunati per un problema a un tendine subito in pre-stagione.
Dopo avere ricevuto 212 passaggi per 3.967 yard e 43 touchdown nei suoi primi sei anni, Branch declinò lentamente nelle successive otto stagioni. Ricevette almeno 27 passaggi in sette di quelle stagioni per almeno 400 yard, con la stagione 1980 che fu l'ultima di buon livello (44 ricezioni, 858 yard, 7 touchdown).
Il 2 ottobre 1983, Branch ricevette il più lungo passaggio da parte di un giocatore dei Raiders, con 99 yard su suggerimento di Jim Plunkett nel secondo quarto della partita contro i Washington Redskins. Fu la sua unica ricezione nella sconfitta per 37-35 ma rimane l'unico giocatore dei Raiders ad avere ricevuto un passaggio da 99 yard.
L'ultima buona prestazione nei playoff fu nel 1983 contro Pittsburgh, dove ricevette 6 passaggi per 76 yard nella vittoria per 38-10 (Branch non ricevette alcun passaggio nella sua ultima partita nella post-season, una sconfitta per 13-7 contro i Seattle Seahawks il 22 dicembre). Branch concluse la sua carriera con 501 ricezioni per 8.685 yard e 67 touchdown. In 20 gare nei playoff ebbe 73 ricezioni per 1.289 yard e 5 touchdown. In passato detenne i record per yard ricevute e ricezioni nei playoff, che furono battuti da Jerry Rice nel 1993 e 1994, rispettivamente.

## Palmarès

### Franchigia
- Super Bowl : 3

Oakland Raiders: XI, XV,
Los Angeles Raiders: XVIII
- American Football Conference Championship: 4

Oakland/Los Angeles Raiders: 1976, 1980, 1982, 1983

### Individuale
- Convocazioni al Pro Bowl: 4

1974–1977
- First-team All-Pro: 3

1974-1976
- Leader della NFL in yard ricevute: 1

1974
- Leader della NFL in touchdown su ricezione: 2

1974, 1976
- Pro Football Hall of Fame (classe del 2022)